# زوئیزیت
زوئیزیت  (به انگلیسی: Zoisite) با فرمول شیمیایی Ca2Al3[O-OH-SiO4-SiO7] از مجموعه کانی هاست و از واژه اتریشی زوئیزیت اخذ شده‌است. نا محلول در اسیدها و دارای تخلخل‌های توده‌ای سیاه رنگ است. CaO:۲۴٫۶۹٪  Al2O۳:۳۳٫۶۶٪  SiO۲:۳۹٫۶۸٪  H2O:۱٫۹۷٪  و ادخال‌های Fe,Mn,Cr,Ti,K,Na,V تولیت) برای اولین بار در آمریکا کشف شد و از نظر شکل بلور: منشوری، رنگ: آبی - خاکستری سیاه - قرمز - قهوه‌ای (شبیه تولیت) - صورتی (شبیه، شفافیت: شفاف - نیمه کدر- غیر شفاف، شکستگی: نامنظم، جلا: شیشه‌ای - صدفی، رخ: ضعیف - مطابق با سطح، سیستم تبلور: ارترومبیک و در رده‌بندی سیلیکات است همچنین خاصیت مغناطیسی ندارد و منشأ تشکیل آن دگرگونی - پگماتیتی است.
همایند کانی‌شناسی (پارانژ) آن خواص نوری - واکنش‌های شیمیایی-اشعه Xپامپله ایت- آمفیبول- اپیدوت- وزوویانیت- کوارتز- گارنت است
، از نظر ژیزمان بلوری - آگرگات شعاعی - فشرده کمیاب است و بیشتر در اطریش، سوئیس، ایتالیا، آلمان غربی، نروژ، چک اسلواکی، آمریکا و تانزانیا یافت می‌شود.

## منبع
- پردیس کشاورزی ایران